# Kartonowa katedra w Christchurch
Kartonowa katedra w Christchurch (ang. Cardboard Cathedral), znana oficjalnie jako Katedra Tymczasowa (ang. Transitional Cathedral) − katedra anglikańska w mieście Christchurch w Nowej Zelandii. 
Zbudowana z kartonu, wzniesiona została w miejscu kościoła św. Jana Chrzciciela zniszczonego podczas trzęsienia ziemi, które nawiedziło wschodnie wybrzeża Nowej Zelandii w 2011 roku.

## Historia
Katedra powstała obok gruzów lokalnego kościoła, który uległ zniszczeniu podczas trzęsienia ziemi 22 lutego 2011 roku. Budynek został zaprojektowany za darmo przez doświadczonego w podobnych budowlach japońskiego architekta Shigeru Bana, który współpracował z architektem Peterem Marshallem z firmy Warren and Mahoney. Pierwotnie zakładano, że budynek powstanie w rocznicę trzęsienia ziemi, czyli w lutym 2012 roku, jednak dopiero w kwietniu 2012 roku miejsce to zostało poświęcone, a budowę rozpoczęto 24 lipca 2012 roku. Mimo że budowa powinna się zakończyć do Bożego Narodzenia 2012 roku, została kilkakrotnie przesunięta. W lutym 2013 roku koszty budowli z 5,5 miliona dolarów nowozelandzkich wzrosły do 5,9 miliona. Po licznych opóźnieniach hierarchowie kościelni ukrywali datę otwarcia. 2 sierpnia 2013 roku wykonawca wręczył biskupowi symboliczny, kartonowy klucz. 
Budynek został otwarty dla wiernych 6 sierpnia 2013 roku, a 15 sierpnia uroczyście oddano go do użytku.

## Opis
Kościół ma 25 m całkowitej wysokości i może pomieścić do 700 osób. Dach został zbudowany z 86 kartonowych tub – każda z nich waży ok. 500 kg. Każda z nich została umieszczona na około 6-metrowym fundamencie, który został zbudowany z kontenerów transportowych. 

## Dziekani
| Czas urzędowania | Dziekan           | Uwagi         |
| ---------------- | ----------------- | ------------- |
| 2013–2014        | Lynda Patterson   | zmarła w 2014 |
| od 2015          | Lawrence Kimberly | [ 14 ]        |

## Lokalizacja
Budynek znajduje się w mieście Christchurch, w Nowej Zelandii, w części przeznaczonej dla kościoła anglikańskiego – naprzeciwko Latimer Square. Kościół wybudowano na miejscu zburzonego po trzęsieniu ziemi kościoła św. Jana Chrzciciela. 